# Sant Fost de Campsentelles
Sant Fost de Campsentelles est une commune, essentiellement résidentielle de la province de Barcelone, en Catalogne, en Espagne, de la comarque du Vallès Oriental.

## Géographie
La ville s'insère dans une région de petite montagne, à proximité de la Mer Méditerranée et de la métropole de Barcelone.
|                   | Mollet del Vallès, Martorelles |                            |
| La Llagosta       | Sant Fost de Campsentelles     | Santa Maria de Martorelles |
| Montcada i Reixac | Badalone                       | Tiana                      |

## Environnement1
La ville s'est fait connaitre pour avoir été la première à engager un partenariat public privé visant à construire sur une ancienne friche industrielle une centrale photovoltaïque entièrement destinée à l'éclairage public de la commune .